# Io speriamo che me la cavo (libro)
Io speriamo che me la cavo. Sessanta temi di bambini napoletani è un libro scritto nel 1990 dal maestro elementare Marcello D'Orta nella forma di una raccolta di sessanta temi svolti da ragazzi di una scuola elementare della città di Arzano, comune dell'agro atellano in continuità urbana con la periferia settentrionale di Napoli.

## Contenuto
Nei loro scritti, gli scolari raccontano con innocenza, umorismo, dialettismi, storie di vita quotidiana di bambini che osservano con i loro occhi fenomeni come la camorra, il contrabbando, la prostituzione, gravidanze inaspettate. Un affresco sul disagio socioeconomico del Sud, dove troppo spesso lo Stato è assente, inefficiente e corrotto. Il titolo del libro è dato dall'anacoluto contenuto nella frase con cui un alunno concluse il suo tema sulla parabola preferita di Gesù, ossia "la fine del mondo".

## Vendite
L'opera, anomala nel suo genere, ha venduto due milioni di copie, diventando un best seller.

## Film
Da questo libro fu tratto il film omonimo del 1992, interpretato da Paolo Villaggio e diretto da Lina Wertmüller. Nel 2007 l'opera diventa una commedia musicale con Maurizio Casagrande e musiche di Enzo Gragnaniello.